# Vee-Jay Records
Vee-Jay Records was een Amerikaans muzieklabel, dat vanaf 1953 als onafhankelijk platenlabel succesvol in de rhythm-and-blues-, blues-, jazz-, gospel- en popsector platen publiceerde.

## Oprichting
Toen de radio-omroepster Vivian Carter de doowopgroep The Spaniels bij een optreden zag, kwam bij haar het idee op om een platenlabel op te richten. Samen met haar partner Jimmy Bracken en een krediet van 500 US-dollar richtte ze uiteindelijk in april 1953 in Gary het label Vee-Jay Records op, benoemd naar de beginletters van hun voornamen. Als producent en promotor kwam haar broer Calvin Carter in aanmerking, terwijl vanaf 1955 Ewart Abner van de in december 1954 verkochte firma Chance Records de zakelijke aspecten van het nieuwe label ging behartigen. Gary was geen centrum voor talenten en ook vanwege de geluidsstudio besloot men tot een overgang naar Chicago.
In Chicago werd een studioband samengesteld, waarin William 'Lefty' Bates (gitaar), Al Smith/Quinn B. Wilson (bas) en Horace Palm en Norman Simmons als pianisten werden gerepresenteerd. James 'Red' Holloway was vanaf het begin tenorsaxofonist, later kwamen Lucius Washington (Little Wash) en Cliff Davis erbij. Baritonsaxofoon speelde meestal McKinley 'Mac' Easton. De plaats achter de drums werden afwisselend ingenomen door Paul Gusman, Vernel Fournier en Alrock 'Al' Duncan.

## De start
De eerste opnamen voor Vee-Jay Records ontstonden met The Spaniels in de aan Bill Putnam toebehorende geluidsstudio Universal Recording Corporation in Chicago op 4 mei 1953 met de single Baby Its You / Bounce, die na publicatie in juni 1953 als hoogste klassering een opmerkelijke 10e plaats innam. In de catalogus verschenen als eerste plaat, echter pas op 29 december 1953 opgenomen, High and Lonesome / Roll and Rhumba, van Jimmy Reed, die na publicatie in juli 1953 geen hitnotering kon behalen. Reeds mooie uitvoering (meestal speelde hij gitaar en mondharmonica) inspireerde latere vertolkers tot het coveren van zijn composities.
In december 1953 trouwden de beide label-oprichters. Voorheen waren The Spaniels in september opnieuw in de geluidsstudio en Goodnite Sweetheart Goodnite / You Don't Move Me ontstond, dat in mei 1954 doordrong tot de 5e plaats van de r&b-hitlijst. De eerste tophit voor het jonge label was in april 1954 met het door de El Dorados opgenomen At My Front Door / What's Buggin' You Baby, dat in september 1954 werd gepubliceerd met een 17e plaats in de pophitlijst een aanzienlijk cross-over-succes kon boeken. In oktober 1955 betrad blueslegende John Lee Hooker voor de eerste keer de Vee-Jay-geluidsstudio om daar Mambo Chillun' / Time is Marching On op te nemen, gepubliceerd in december 1955. Hooker kon al twee tophits bij Modern Records, (Boogie Chillen en I'm in the Mood) aantonen, voordat hij in oktober 1955 naar Vee-Jay Records wisselde. 
Hooker was in de studio merkwaardig. Hij vond bij teksten geen goede rijmen, speelde alleen solo goed, alles werd slechts in een take opgenomen, omdat hij niets identiek kon herhalen. Het label kon zijn voorgaande successen, wegens gebrek aan overtuigend songmateriaal, met 14 verschenen singles niet meer herhalen. Het enige noemenswaardige is zijn klassieke, vaak gecoverde compositie Dimples (met de gitarist Eddie Taylor), opgenomen in maart 1956 en verschenen in augustus 1956. Vee-Jay Records verkreeg verdere, al bekende blues-grootheden. Billy Boy Arnold nam in mei 1955 zijn compositie Wish You Would op, Elmore James publiceerde in mei 1957 Coming Home, Jerry Butler & The Impressions namen hun klassieker For Your Precious Love (1958) op. De ongewoon soulachtige ballade herhaalde niet de songtitel en bevatte een lichte gospel-ondertoon. Gecompleteerd met Jerry Butlers tenorstem kon de song de 3e plaats van de r&b-hitlijst  en de 11e plaats in de pophitlijst bereiken. En dat ondanks de organisatorische wanorde, want de plaat was gelijktijdig verschenen bij drie labels. Bij Vee-Jay Records, het dochterlabel Falcon en Abner Records.
Bijna tien jaar sinds de oprichting waren voorbij gegaan, tot met Duke of Earl / Kissin' in the Kitchen van Gene Chandler de eerste miljoenenseller-single, waarvan een miljoen exemplaren werden verkocht, opgenomen was. Het nummer met de ongewone basstemmen-intro kwam in november 1961 op de markt, reeds tien dagen nadat Chandler een platencontract had getekend. De in augustus 1961 in de Universal Studios opgenomen song hield drie weken stand op de 1e plaats van de pophitlijst. Binnen slechts vier weken sinds de publicatie overschreed het nummer de miljoenen-omzetgrens en is Gene Chandler overeenkomstig vier miljoen keer worden verkocht. In hetzelfde jaar promoveerde Abner tot president van het label.
De eerste blanke groep voor Vee-Jay Records waren The Four Seasons met hun beroemde kopstemmen. Groepslid Bob Gaudio had binnen een kwartier een song geschreven, die hij vooreerst Jackie (naar Jackie Kennedy) noemde. Hun producent Bob Crewe hernoemde de song naar Sherry en stelde deze voor bij Vee-Jay. Het nummer werd geproduceerd in augustus 1962 en nog in dezelfde maand gepubliceerd. De dag na het optreden in het tv-programma The Ed Sullivan Show werd de song 180.000 keer verkocht, bleef vijf weken op de toppositie van de pophitlijst en werd twee miljoen keer verkocht. In september 1962 kregen The Four Seasons tijdens het tv-programma American Bandstand daarvoor een Gouden Plaat. Uit dezelfde opnamesessie stamde ook hun volgende hit Big Girls Don't Cry / Conny O, die in oktober 1962 werd gepubliceerd. Ook deze veroverde de toppositie en werd de volgende miljoenenseller. De derde hit was Walk Like a Man, die na zijn publicatie in januari 1963 ook de top van de hitlijst bereikte. The Four Seasons verkochten in totaal ruim 175 miljoen platen, een gedeelte daarvan echter ook bij het label Philips Records, waarnaar ze in november 1963 gewisseld waren.
Nadat Capitol Records het aanbod had verworpen, de EMI-distributierechten voor de Verenigde Staten voor The Beatles over te nemen, verzekerde Vee-Jay Records zich van een 5-jarig contract in augustus 1962. De eerste publicatie van een Beatles-single vond plaats in februari 1963 met Please Please Me, daarna verscheen in mei 1963 From Me to You. In juli 1963 werd de lp Introducing… The Beatles uitgebracht, die vooreerst zonder succes bleef, maar na de doorbraak van The Beatles in januari 1964 opnieuw, met een iets gewijzigde inhoud, werd gepubliceerd en waarvan meer dan een miljoen exemplaren werden verkocht. In februari 1964 bracht Vee-Jay het album Jolly What! The Beatles & Frank Ifield on Stage op de markt. Dit bevatte vier reeds voorheen gepubliceerde studio-opnamen van The Beatles. De overige titels waren live-opnamen van Frank Ifield. In oktober 1964 kwam de dubbel-lp The Beatles vs. The Four Seasons uit, die geen nieuw materiaal bevatte, maar een verdere publicatie was van Introducing… The Beatles en een compilatie van The Four Seasons.
De vooreerst in de Verenigde Staten sceptisch beschouwde Beatles werden ook hier tot een enorm succes. Binnen een maand werden in maart 1964 door Vee-Jay in totaal 2,6 miljoen platen verkocht. Capitol Records, die overigens exclusief verantwoordelijk waren voor de Amerikaanse distributie van EMI-records, waren niet enthousiast over het onverwachte succes en hun verkeerde beslissing en klaagden Vee-Jay op 15 januari 1964 aan voor een voorlopige voorziening, maar Capitol faalde medio februari 1964.. De ruzie escaleerde en wegens deze juridische twijfel werden behalve bij Vee-Jay ook Beatles-platen gepubliceerd bij vier andere labels. Daaraan nam ook het net opgerichte Vee-Jay-dochterlabel Tollie deel, waarbij in maart 1964 Twist and Shout verscheen. Vee-Jay werd in het gelijk gesteld om tot oktober 1964 nog Beatles-platen te publiceren. Verstrikt in meerdere gerechtszaken en geconfronteerd met een machtig label als Capitol Records, deed Vee-Jay afstand op de naleving van het vijfjaren-contract.
Tijdens een tijdspanne van 3,5 maanden in 1964 hadden The Beatles tien grotere hits en zeven singles bij vier labels in de Verenigde Staten, een omstandigheid die nog nooit was voorgekomen en tot dusver ook niet weer voorgekomen is. In het geheel kan worden geconstateerd, dat de slecht geplande en ongecoördineerde label-concurrentieslag om liefst snel en met veel profijt met Beatles-platen winst af te dingen, zowel verdere omzet verhinderde als ook schade had berokkend aan The Beatles zelf.

## Samenwerking
In juli 1962 benaderde het kleinere label Ace Records Vee-Jay ten behoeve van samenwerking. Het kwam tot een afronding van een reclame- en distributiecontract, met een garantie van 500.000 dollar per jaar voor Ace Records. Daarmee kon Ace Records zich volledig concentreren op talenten en de productie van platen, terwijl Vee-Jay zijn distributienetwerk ter beschikking stelde. De eerste test was Venus in Blue Jeans (1962) van Jimmy Clanton. Vee-Jay ontkende het aantal van 1,5 miljoen verkochte exemplaren en stuurde geringere verkoopopbrengsten door. Vee-Jay transfereerde ook niet de opbrengsten van nieuwe lokale distributiefirma's. En de oude distributiefirma's betaalden niet meer, omdat ze Ace Records al in de crisis vermoedden. Ofschoon Vee-Jay een eigen succesvolle catalogus op de markt bracht, kon het contract met Ace Records wegens eigen financiële problemen niet meer worden nagekomen.

## De achteruitgang
Ook de miljoenensellers konden de vanaf 1963 duidelijk wordende bedrijfscrisis bij Vee-Jay niet verhinderen. Abner werd met andere Vee-Jay-medewerkers in augustus 1963 ontslagen, toen The Four Seasons ogenschijnlijk niet de hun toekomende royalty's kregen en hun manager Bob Crewe daarom het label aanklaagde. Niet minder dan 64 rechtszaken waren toentertijd ten laste van Vee-Jay aangespannen.
In oktober 1965 werd nog I Don't Know What You've Got (But It's Got Me) (parts I & II) van Little Richard gepubliceerd, gecomponeerd door Don Covay, maar het nummer bleef echter zonder grotere naklank in de hitlijst. Verdere singles uit de Vee-Jay-catalogus waren eveneens zonder succes en als laatste plaat verscheen opnieuw For Your Precious Love / Give it Up van Jerry Butler. The Four Seasons hadden het label al in november 1963 verlaten.
In december 1965 probeerde men, de optredende kredietwaardigheids-knelpunten door de verkoop van de lucratieve Vee-Jay-muziekuitgeverijen Conrad Publishing, Tollie Music en Gladstone Music aan Arc Music weg te werken. Het mocht allemaal niets baten, want in mei 1966 moest Vee-Jay het faillissement aanvragen. De overige overgebleven vermogensaandelen werden in 1967 geveild.

## Statistiek
Vee-Jay was het eerste grotere onafhankelijke, door donkere Amerikanen geleide platenlabel en de succesvolste firma van deze soort voor de oprichting van Motown. Met meer dan 700 singles en meer dan 160 albums in bijna alle muziekgenres vertegenwoordigd, telde de firma als ondergekapitaliseerd en bezat niet de financiële middelen om platen snel te persen en op de markt te brengen, de typische zwakte van onafhankelijke labels in de Verenigde Staten. Zeer waarschijnlijk had de crisis bij Vee-Jay ook het aansluitende faillissement van Ace Records minstens toegespitst, als ook zelfs veroorzaakt.